# Reviczky Gábor
Reviczky Gábor (Tatabánya, 1949. március 28. –) a Nemzet Művésze címmel kitüntetett, Kossuth- és Jászai Mari-díjas magyar színművész, a Halhatatlanok Társulatának örökös tagja.

## Életpályája
Édesanyját, aki skizofréniában szenvedett, tragikus körülmények között, még gyermekként elveszítette. Édesapja főkönyvelőként dolgozott. A középiskolát szülővárosában kezdte el, itt csatlakozott az Éless Béla vezette tatabányai Bányász Ifjúsági Színpadhoz. A jónevű, Óbudai Árpád Gimnáziumban érettségizett. 1968–69-ben a Nemzeti Színház stúdiójában tanult. 1973-ban végezte el a Színház- és Filmművészeti Főiskolát, Kazimir Károly osztályában.
Friss diplomásként a Kaposvári Csiky Gergely Színháznál helyezkedett el. 1975-ben a debreceni Csokonai Színházhoz szerződött. 1977–78-ban a Miskolci Nemzeti Színház, 1978–79-ben a Kecskeméti Katona József Nemzeti Színház, 1979–1989 illetve 1991 és 2013 között a Vígszínház tagja volt. 1989–1991 között a Nemzeti Színházban szerepelt.
2012-ben Kossuth-díjat kapott. 2013-tól 2016-ig ismét a budapesti Nemzeti Színház tagjaként dolgozott. Azóta szabadúszóként tevékenykedik.
2021. november 5-én a nemzet művészévé választották az év áprilisában elhunyt Törőcsik Mari helyére.
2025-től a Dankó Rádió jelenlegi hangja lett és ott átvette a februárban meghalt Mécs Károly helyét.

## Művészete
Fanyar humorú, közkedvelt színész, kivételes művészi erővel formálja meg a groteszk, ironikus karaktereket, de karcos hangja és hűvös arcvonásai alkalmassá teszik a negatív figurák eljátszására is. Számos filmben és tévéjátékban szerepelt, sokat foglalkoztatott szinkronszínész. Robert De Niro és Jack Nicholson általában az ő hangján szólal meg, de őt hallhattuk a Gyűrűk Ura Szarumánjaként és A Jedi visszatér Palpatine uralkodójaként is.

## Magánélete
Négyszer házasodott. Egyik felesége Sir Kati színésznő volt. Negyedik feleségével, Krisztinával, akit 1999-ben vett feleségül, Ráckevén élnek. Három lánya (Annamária, Nóra, Bora), egy fia (Zsombor) és négy unokája van.

## Média
Reviczky szerepelt több Postabank-reklámfilmben.
1994-ben rövid ideig volt az Agro TV-nél műsorvezető a Kapásjelző horgász műsorban. 1998–99-ben az RTL Klub Kész átverés című műsorának első műsorvezetője volt.
2010-ben Arany Medál díjat kapott a Zimmer Feri 2. című filmben nyújtott alakításáért. 

## Színházi szerepei

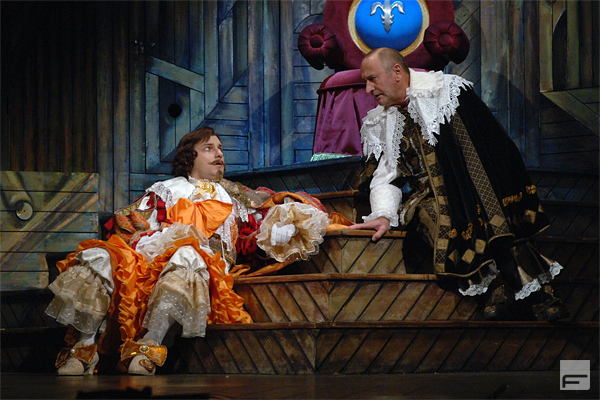
Fesztbaum Bélával A három testőr című előadásban

- Szakonyi Károly: Adáshiba – Szűcs úr, Bódogék szomszédja
- Kazimir–Jánosy: Rámájana -
- Kazimír–Kristóf: Bartókiána
- Illyés Gyula: Bál a pusztán
- Euripidész: Alkésztisz – halál
- Takeda–Miyosi–Namiki: Csusingura – Igo
- Nyikolaj Pagogyin: Arisztokraták – írnok
- Carlo Goldoni: A chioggiai csetepaté – Isodoro
- Petőfi Sándor: Tigris és hiéna – Baját
- Graham Greene: Csendes amerikai – 2. katona
- Petőfi Sándor: A helység kalapácsa – Bagarja
- Schiller: Stuart Mária – doktor
- Katajev: A műveltség netovábbja – Paraszjuk Ványa
- William Shakespeare: Vízkereszt, vagy amit akartok – Malvolio; bohóc
- Romain Rolland: Farkasok – Buquet
- Brecht: Kurázsi mama – Stüsszi
- Shakespeare: Ahogy tetszik – Olivér
- Shelagh Delaney: Egy csepp méz – Geoffrey
- Alekszandr Szuhovo-Kobilin: Tarelkin halála – Satala
- Emil Sautter: Tűzijáték – Alex Obolski
- Barta Lajos: Szerelem – Komoróczy
- Sütő András: Egy lócsiszár virágvasárnapja – Tronkai Vencel
- Vekerdy Tamás: Jelenetek Rákóczi életéből – Zbiskó; Kinsky kancellár; Sanson
- Id. Alexandre Dumas: A három testőr, avagy tartsuk be a játékszabályokat (ha lehet) – Athos; Tréville testőrkapitány
- Dosztojevszkij: Ördögök – Nyikolaj Sztavrogin; Lebjadkin kapitány
- Leon Kruczkowski: A szabadság első napja – Michal
- Gorkij: Kispolgárok – Pjotr
- Shakespeare: Szeget szeggel – Angelo
- Tamási Áron: Énekes madár – Préda Máté
- Sánta Ferenc: Az ötödik pecsét – Gyurica
- Euripidész: Oresztész – Tündareosz
- Illyés Gyula: Fáklyaláng – Görgei Artúr
- Shakespeare: Hamlet – Claudius
- Szép Ernő: Lila ákác – Lali
- Ken Kesey: Kakukkfészek – Dale
- Csehov: Ivanov – Sabelszkij
- Musset: Lorenzaccio – Lorenzo de’ Medici
- Harold Pinter: A gondnok – Aston
- Sütő András: Káin és Ábel – Káin
- Labiche–Michel: Olasz szalmakalap – Fadinard
- Dosztojevszkij: A félkegyelmű – Miskin herceg
- Csepreghy Ferenc: Sztrogoff Mihály utazása Moszkvától Irkuczkig – rendőrminiszter
- Csurka István: Deficit – Z
- Örkény–Valló: In memoriam Ö. I.
- Congreve: Szerelmet szerelemért – Bálint
- Száraz György: Gyilkosok – Rosas
- Fekete Sándor: Lenkey tábornok – Lenkey János honvéd tábornok
- Bulgakov: Őfelsége komédiása – Charles-Varlet de la Grange
- Csehov: Platonov – Iszak Vengerovics
- Kisfaludy Károly: Csalódások – Gróf Elemir
- Balázs Béla: A kékszakállú herceg vára – a Kékszakállú
- Balázs Béla: A fekete korsó – Pamyles
- Örkény István: Forgatókönyv – Barabás Ádám
- Móricz Zsigmond: Úri muri – Ködmön András
- Zuckmayer: A köpenicki kapitány
- Csehov: Sirály – Trepljov
- Shakespeare: Szentivánéji álom – Vackor
- Gorkij: Éjjeli menedékhely – Luka, vándor
- Dorst: Merlin avagy a puszta ország – Sir Mordred
- Schisgal: Kínaiak – Li úr
- Mitta–Dunszkij–Frid: Ragyogj, ragyogj, csillagom! – Szergyuk
- Rejtő Jenő: A láthatatlan régió – Kratochwil
- Dürrenmatt: Az öreg hölgy látogatása – tanár
- Schisgal: Szerelem, óh! – Harry
- Molière: Scapin furfangjai – Scapin
- Knott: Éjszakai telefon – Hubbard felügyelő
- Ionesco: A különóra – a tanár
- Sławomir Mrożek: Rendőrség – tábornok
- Kornis Mihály: Kozma – Kozma
- Tennessee Williams: A vágy villamosa – Stanley Kowalski
- Roger Vitrac: Viktor, avagy a gyerekuralom – Antal
- Heltai Jenő: A néma levente – Mátyás; Beppo
- Száraz György: A megközelíthetetlen – Fouché
- Vajda: Így játszunk mi – Ádám; Imrus; Lajos
- Csurka István: Döglött aknák – Paál Károly
- Shakespeare: A vihar – Trinculco
- G. B. Shaw: Sosem lehet tudni – Valentine
- Szomory Dezső: Györgyike drága gyermek – Mikár Ferenc
- Orton: Amit a lakáj látott – dr. Prentince
- Georges Feydeau: Bolha a fülbe – Victor-Emanuel Chandebise; Poche
- Laurents: West Side Story – Schrank
- Rideg Sándor: Indul a bakterház – bakter
- Kleist: A heilbronni Katica avagy a tűzpróba – Friedenborn Tibold
- Waterhouse–Hall: Hazudós Billy – Geoffrey
- Shaw: Szent Johanna – káplán
- Shakespeare: Macbeth – várkapus
- Dés László–Geszti Péter–Békés Pál: A dzsungel könyve – Balu
- Carlo Goldoni: A legyező – gróf
- Molière: Dandin György avagy a megcsúfolt férj – Monsieur de Sotenville
- Jaroslav Hašek: Svejk – Katz
- Csehov: Lakodalom – Mozgojov
- Brecht: Kispolgárnász – férj
- Ilf és Petrov: Érzéki szenvedély – Szpravcsenko
- Shakespeare: Sok hűhó semmiért – Galagonya
- Dosztojevszkij: A Karamazov testvérek – Fjodor Karamazov
- Molière: Képzelt beteg – Argan
- Cooney: Páratlan páros 2. – apa
- Shakespeare: Antonius és Kleopátra – Enobarbus
- Gyurkovics Tibor: Nagyvizit – Badari
- Halász Imre: Egy csók és más semmi – Kulhanek
- Barillet–Grédy: A kaktusz virága – Julien
- Gogol: A revizor – Oszip
- Carlo Goldoni: A kávéház – Pandolfo
- Rejtő Jenő: Vanek úr Afrikában – Vanek B. Eduárd
- Barrie: Pán Péter – Hook kapitány
- Neil Simon: Mezitláb a parkban – Victor Velasco
- Arthur Schnitzler: Körmagyar – a férj
- Beaumarchais: Figaro házassága – Antonio
- Heinrich Böll: Katharina Blum elvesztett tisztessége – Alois Stäubleder
- Letts: Augusztus Oklahomában – Charlie Aiken
- Shakespeare: Othello – Brabantio
- Molnár Ferenc: Egy, kettő, három – dr. Faber
- Molnár Ferenc: Az ibolya – igazgató
- Stein: Hegedűs a háztetőn – Tevje
- Szép Ernő: Május – az öngyilkos
- Caragiale: Farsang – adóhivatali gyakornok
- Bornemisza Péter–Szophoklész: Tragoedia magyar nyelven, az Sophocles Electrájából… – Parasitus
- Nagy Ignác: Tisztújítás – Tornyai

## Filmszerepei

### Játékfilmek
- Makra (1972)
- A járvány (1975)
- Talpuk alatt fütyül a szél (1976)
- 80 huszár (1978)
- A kétfenekű dob (1978)
- Ajándék ez a nap (1979)
- Mese habbal (1979)
- Az erőd (1979) – Soltersky
- Az áldozat (1980)
- Circus Maximus (1980)
- A transzport (1981)
- Nyom nélkül (1982)
- Egymásra nézve (1982)
- Csak semmi pánik (1982)
- Szeretők (1984)
- Hanyatt-homlok (1984)
- Higgyetek nekem (1985)
- A vörös grófnő I-II. (1985)
- Mata Hari (1985)
- Akli Miklós (1986)
- Laura (1986)
- Vakvilágban (1986)
- Hol volt, hol nem volt (1987)
- Kiáltás és kiáltás (1987)
- Miss Arizona (1988)
- Szamárköhögés (1987)
- Tüske a köröm alatt (1987)
- Küldetés Evianba (1988)
- Vadon (1988)
- A hecc (1989)
- A csalás gyönyöre (1992)
- A nyaraló (1992)
- Roncsfilm (1992)
- A nagy postarablás (1992)
- Ördög vigye (1992)
- Woyzek (1994)
- Sztracsatella (1995)
- A három testőr Afrikában (1996)
- Csinibaba (1997)
- A miniszter félrelép (1997)
- Zimmer Feri (1998)
- Ámbár tanár úr (1998)
- 6:3 (1998)
- Üvegtigris (2001)
- Valami Amerika (2001)
- Magyar vándor (2004)
- Csudafilm (2005)
- Üvegtigris 2. (2006)
- Lora (2006)
- Kis Vuk (2007)
- Casting minden (2008)
- Álom.net (2009)
- Üvegtigris 3. (2010)
- Zimmer Feri 2. (2010)
- Dobogó kövek (2010)
- Így, ahogy vagytok (2010)
- Liza, a rókatündér (2015)
- A fekete bojtár (2015)
- Csandra szekere (2017)
- Pappa Pia (2017)

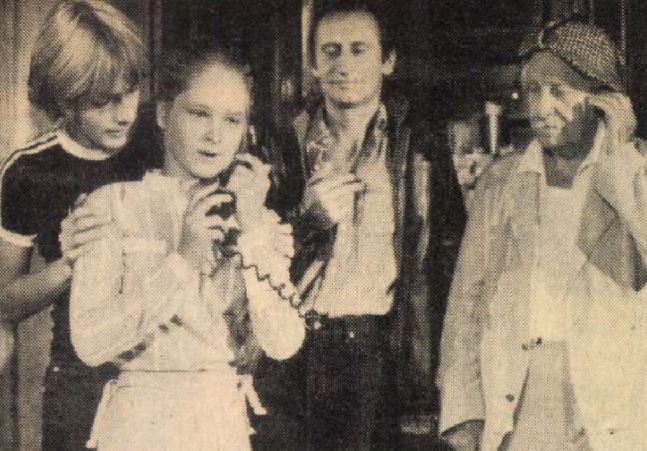
A Higgyetek nekem! című filmben Páger Antallal, Hassmann Judittal és Babos Tamással

- Game Over Club (2018-ban forgatott, de bemutatásra nem került film)[11]
- Toldi (ifjúsági film) (2019) [12]
- Pesti balhé (2020)[13]
- Post Mortem (2021)
- Az énekesnő (2022)
- Hadik (2023)
- Brigádnapló (2024)

### Tévéfilmek
- Katonák (1977)
- Imre (1979)
- IV. Henrik (1980)
- Lóden-show (1980)
- A Mi Ügyünk, avagy az utolsó hazai maffia hiteles története (1980)
- Brutus (1981)
- Fazekak (1982)
- Rohamsisakos Madonna (1983)
- Klapka légió (1983)
- A béke szigete (1983)
- Hungarian Dracula (1983) .... Rózner
- Mint oldott kéve 1-7. (1983)
- In memoriam Ö. I. (1983)
- Szálka, hal nélkül (1984)
- A varázsló álma (1986)
- A trónörökös (1989)
- Halálutak és angyalok (1991)
- Família Kft. (1991)
- Uborka (1992) hang
- Rádióaktív BUÉK (1993)
- Így írtok ti (1994)
- Ábel az országban (1994)
- Mesélő cégtáblák (1995)
- Ábel Amerikában (1997)
- Kisváros (2000)
- Pasik! (2000)
- Na végre, itt a nyár! (2002)
- Lili (2003)
- Barátok közt (2004)
- Nagyvizit (2006)
- A Hortobágy legendája (2007)
- Égi madár (2011)
- Szájhősök (2012)
- Pillangó (2012)
- Kossuthkifli (2015)
- butiquehotel.hu (2015)
- A mi kis falunk (2017–)
- A színésznő (2018)[14]
- Házasságtörés (2019)
- Memento mori – A váci legenda (2023)
- Valami Amerika (2023)
- Brigádnapló (2023)

### Szinkron
- A törvény nevében -  Burt Lancaster
- A mestergyilkos -  Charles Bronson
- Fennsíkok csavargója - Clint Eastwood
- Villám és Fürgeláb - Clint Eastwood
- Aki király akart lenni - Sean Connery
- A fekete kalóz - Kabir Bedi
- Száguldás gyilkosságokkal - Richard Pryor
- Az utolsó filmcézár - Jack Nicholson
- Kaktusz Jack - Kirk Douglas
- Szerelem és golyók - Charles Bronson
- A postás mindig kétszer csenget - Jack Nicholson
- Becéző szavak - Jack Nicholson
- Kincs a kannibálok szigetén - Tommy Lee Jones
- Tiszteletbeli konzul - Michael Caine
- Kötéltánc - Clint Eastwood
- Rendőrakadémia - G. W. Bailey
- Volt egyszer egy Amerika - Robert De Niro
- Fakó lovas - Clint Eastwood
- A Prizzik becsülete - Jack Nicholson
- Féltékenység - Jack Nicholson
- Koldusbottal Beverly Hills-ben - Nick Nolte
- Aki legyőzte Al Caponét - Robert De Niro
- Angyalbőrben - Robert De Niro
- Lángoló Mississippi - Gene Hackman
- Az 54.hadtest - Morgan Freeman
- Halálos fegyver 2. - Joe Pesci
- Johnny, a jóarcú - Morgan Freeman
- Nem vagyunk mi angyalok - Robert De Niro
- Cinikus hekus - Jack Nicholson
- Csőre töltve - Gene Hackman
- Dick Tracy - Al Pacino
- Három férfi és egy kis hölgy - Tom Selleck
- Nagymenők - Robert De Niro
- Csak egy lövés - Harrison Ford
- Az Isten nem ver Bob-bal - Bill Murray
- Robin Hood, a tolvajok fejedelme - Morgan Freeman
- Egerek és emberek - John Malkovich
- Halálos fegyver 3. - Joe Pesci
- A mecénás szeretője - Robert De Niro
- Nincs bocsánat - Clint Eastwood
- Célkeresztben - Clint Eastwood
- Szabad préda - Anthony Hopkins
- Szenvedélyek viharában - Anthony Hopkins
- Tanulj, tinó! - Joe Pesci
- Gyorsabb a halálnál - Gene Hackman
- A szív hídjai - Clint Eastwood
- A rajongó - Robert De Niro
- Péter, a kőszikla - Omar Sharif
- Jelenetek a bábuk életéből - Walter Schmidinger
- Farkas - Jack Nicholson
- Támad a Mars! - Jack Nicholson
- Copland - Robert De Niro
- Lesz ez még így se - Jack Nicholson
- Halálos fegyver 4. - Joe Pesci
- A nemzet színe-java - Billy Bob Thornton
- Az őrület határán - Nick Nolte
- Ronin - Robert De Niro
- Bajnokok reggelije - Nick Nolte
- Csak egy ki pánik - Robert De Niro
- Háborgó mélység - Samuel L. Jackson
- Hibátlanok - Robert De Niro
- Hurrikán - Denzel Washington
- Az igazság napja - Clint Eastwood
- Kettős kockázat - Tommy Lee Jones
- Apádra ütök - Robert De Niro
- A bevetés szabályai - Tommy Lee Jones
- Férfibecsület - Robert De Niro
- Űrcowboyok - Clint Eastwood
- Az ígéret megszállottja - Jack Nicholson
- Még egy kis pánik - Robert De Niro
- Showtime – Végtelen és képtelen - Robert De Niro
- Smidt története - Jack Nicholson
- Stan Lee szuperhősképzője Arnold Armstrong / Fantasztikus Kapitány - Arnold Schwarzenegger
- Tiszta ügy - Morgan Freeman
- Véres munka - Clint Eastwood
- Ki nevel a végén? - Jack Nicholson
- Vejedre ütök - Robert De Niro
- Millió dolláros bébi - Clint Eastwood
- A király összes embere - Anthony Hopkins
- A tégla - Jack Nicholson
- Cápamese - Robert De Niro
- Az ember elnökére talál - Gene Hackman
- Godsend – A teremtés klinikája - Robert De Niro
- Szent Lajos király hídja - Robert De Niro
- A bakancslista - Jack Nicholson
- Batman: A sötét lovag - Morgan Freeman
- Gran Torino - Clint Eastwood
- A törvény gyilkosa - Robert De Niro
- Trópusi vihar - Nick Nolte
- Mindenki megvan - Robert De Niro
- Dr. Halál - Al Pacino
- Farkasember - Anthony Hopkins
- Honnan tudod - Jack Nicholson
- Machete - Robert De Niro
- RED - Morgan Freeman
- Utódomra ütök - Robert De Niro
- Csúcshatás - Robert De Niro
- Delfines kaland - Morgan Freeman
- Madagaszkár, A Madagaszkár pingvinjei -  Kapitány - Tom McGrath
- Total Recall – Az emlékmás, The Expendables – A feláldozhatók 2. - Arnold Schwarzenegger
- Christmas Carol – Karácsonyi ének 1999, - Patrick Stewart
- Joker (film, 2019) -   Robert De Niro
- Hullámok Hercege (Tom Wingo) - Nick Nolte
- Az Örökség - (Bohus) Bolek Polívka
- Gyűrűk Ura trilógia (2001) - Christopher Lee
- Star Wars: A Rossz Osztag - Palpatine - Ian McDiarmid
- Obi-Wan Kenobi - Palpatine - Ian McDiarmid
- Star Wars: Jedihistóriák - Darth Sidious - Ian McDiarmid
- A kincses bolygo - Billy Bones - Patrick McGoohan
- Két férfi, egy eset XXX/271–280. - Josef Matula - Claus Theo Gärtner

### Narrátor
- RSD – A marasztalt folyó 1-2. rész (2021) – (Szendőfi Balázs természetfilmje)[15]
- Akik a hazára voksoltak (2021) – (Bárány Krisztián dokumentumfilmje)[16]

### Dokumentumfilmek
- Reviczkyvel az erdőben (2018) – (Echo TV, M5)
- Erdei utakon – Reviczky Gáborral (2019) – (M5)

## Hangjáték
- ÚTON – Hatvan év hétköznapjai a művészet és az újságírás tükrében (1982)
- Brodszkij, Joszif: Demokrácia (1991)
- William Shakespeare: A vihar (1991)
- Csák Gyula: A vén szivar (1994)
- Rudyard Kipling: A pillangó, aki toppantott (1994)
- Petőcz András: Anna, avagy a hipnotizált vadállatok (1996)
- Anton Pavlovics Csehov: Sirály (1997) – Samrajov
- Jaroslav Hasek: Svejk, egy derék katona kalandjai a világháborúban (1997)
- Kopányi György: Éjszakai őrjáratok (1999)
- Jókai Mór: A tengerszemű hölgy (2000)
- Határ Győző: Asszonyok gyöngye (2001)
- Zalán Tibor: Kaland a nagy családerdőben (2002)
- Simone de Beauvoir: Minden ember halandó (2006)
- Huszár a teknőben: Mikszáth Kálmán válogatott írásaiból (2015)
- William Shakespeare: A windsori víg nők (Nym)

## CD, hangoskönyvek
- Rejtő Jenő: A három testőr Afrikában
- Rejtő Jenő: Az előretolt helyőrség
- Rejtő Jenő: A Sárga Garnizon – Az úr a pokolban is úr
- Rejtő Jenő: Járőr a Szaharában – A halál fia
- Rejtő Jenő: A láthatatlan légió
- Rejtő Jenő: Egy bolond száz bajt csinál
- Münchausen báró kalandjai
- Lázár Ervin: A kisfiú meg az oroszlánok
- Agatha Christie: Miss Marple meséi

## Díjai, elismerései
- Hegedűs Gyula-emlékgyűrű (1984, 2010)
- Jászai Mari-díj (1986)
- Ajtay Andor-emlékdíj (1997, 2010)
- Alternatív Kossuth-díj (2007)
- Ruttkai Éva-emlékdíj (2009)
- Arany Medál díj (2010)
- Kossuth-díj (2012)
- Tatabánya díszpolgára (2012)[17]
- Tolnay Klári-díj (2014)[18]
- A Nemzet Művésze (2021)
- A Magyar Érdemrend középkeresztje (2023)
- A Magyar Filmakadémia életműdíja (2023)[19]
- Karinthy-gyűrű (2023)[20]
- Bujtor István-életműdíj (2024)[21]
- A Halhatatlanok Társulatának örökös tagja (2025)[22]

## Portré
- Hogy volt?! – Reviczky Gábor felvételeiből (2013)
- Ez itt a kérdés – Reviczky 70 – Születésnapi beszélgetés Reviczky Gáborral (2019)
- Húzós – Reviczky Gábor (2023)